# Плюснин, Анатолий Николаевич
Анато́лий Никола́евич Плюсни́н (29 сентября 1938, Архангельская область — 1 марта 1996, Кировская область) — звеньевой-картофелевод совхоза «Лальский», Герой Социалистического Труда (1973).

## Биография
Родился в деревне Исаково в крестьянской семье, где было пятеро детей. Окончив Нижне-Лальскую семилетнюю школу, пошел учиться на курсы механизаторов при Лальской МТС и начал работать дома, в колхозе «Нива». В 1957 году переехал в п. Лальск, работал в совхозе «Лальский». В 1964 году в совхозе были созданы два механизированных звена по выращиванию картофеля, одно из них возглавлял молодой механизатор Плюснин. За первые два года (1964—1965) урожаи в звене увеличились вдвое.
Анатолий Николаевич сочетал практическую учёбу с глубокими знаниями теории, внедрял передовой опыт в практику, в конечном итоге это позволило достичь урожайности картофеля 304 центнера с гектара. За достигнутые результаты в 1973 году был представлен к званию Героя Социалистического Труда. Много раз избирался депутатом местных Советов, был депутатом областного Совета, делегатом XXIV съезда КПСС и делегатом съезда профсоюзов СССР.
Скончался 1 марта 1996 года.

## Награды
- Герой Социалистического Труда (орден Ленина и медаль «Серп и Молот»);
- Орден Октябрьской революции;
- Медаль «За доблестный труд. В ознаменование 100-летия со дня рождения Владимира Ильича Ленина»;
- Медаль «За преобразование Нечерноземья РСФСР»;
- Несколько Золотых медалей ВДНХ.

## Комментарии
1. ↑  Деревня Исаково, относившаяся в 1930-е годы к Нижне-Лальскому сельсовету Лальского района Архангельской области, в последующем входила в состав Лальского сельсовета Лузского района Кировской области; упразднена 26.11.2000[1].